# El Masnou
El Masnou är en ort i Spanien.   Den ligger i provinsen Província de Barcelona och regionen Katalonien, i den östra delen av landet, 500 km öster om huvudstaden Madrid. El Masnou ligger 27 meter över havet och antalet invånare är 22 288.
Terrängen runt El Masnou är kuperad åt nordväst, men söderut är den platt. Havet är nära El Masnou åt sydost.  Närmaste större samhälle är Barcelona, 16,7 km sydväst om El Masnou. 